# Maurice Siman
Pas d'image ? Cliquez ici

a Compétitions nationales et continentales officielles uniquement.

b Matchs officiels uniquement.
Maurice Siman, né le 12 juillet 1924 à Clermont-Ferrand (France) et mort le 24 juillet 2015 à Castres (France), est un joueur international français de rugby à XV. Il a joué avec l'équipe de France au poste de trois-quarts aile.
Son frère cadet, Jacques Siman, est également un joueur de rugby à XV à l'AS Montferrand ainsi qu'au Castres olympique.

## Biographie
Durant sa jeunesse, Maurice Siman pratique le rugby à XV à l'Association sportive montferrandaise où il côtoie notamment le futur coureur cycliste Raphaël Géminiani. Il a un frère cadet, Jacques, qui pratique lui aussi le rugby à XV.
Durant la Seconde Guerre mondiale, il est un résistant au sein du mouvement Les Ardents.
Il dispute son premier test match avec l'équipe de France le 29 mars 1948 contre l'équipe d'Angleterre et le dernier contre l'équipe du pays de Galles, le 25 mars 1950.
Il a la particularité d'avoir été, également, international d'athlétisme (sprinter). Menacée d'exclusion en 1952 par les « Home Unions », la Fédération française de rugby fournit une liste de joueurs (sacrifiés) jugés coupables de professionnalisme, Maurice Siman en fait partie étant soupçonné de contacts avec des clubs de rugby à XIII.
Il meurt le 24 juillet 2015 à Castres,.

## Statistiques en équipe nationale
- 6 sélections en équipe de France.
- Sélections par année : 1 en 1948, 1 en 1949, 4 en 1950
- Tournois des Cinq Nations disputés : 1948, 1949, 1950

## Palmarès

### En club
- Finaliste de la Coupe de France en 1945 et 1947 avec l'AS Montferrand.
- Vainqueur du Championnat de France en 1949 et 1950 avec le Castres olympique.
- Finaliste du Challenge Yves du Manoir en 1957 avec l'AS Montferrand.

### Distinctions personnelles
- Élu trois-quarts aile de l'équipe "Centenaire" (1906-2006) du Castres olympique le 17 juin 2006.